# Natascha Sadr Haghighian
Natascha Sadr Haghighian, född 1967 i Teheran i Iran, är en tysk video- och installationskonstnär. Hon har också i en lek med osäkerheter och identiteter angett ett antal andra födelsedata och födelseorter. Hon har 2019 för den 58:e Venedigbiennalen använt identiteten Natasha Süder Happelmann.
Natascha Sadr Haghighian är sedan 2014 lärare i skulptur vid Hochschule für Künste i Bremen i Tyskland.
Hennes verk är ofta politiska och samhällskritiska, till exempel Pssst Leopard 2A7+. Det består av ett antal lastpallar med en bottenplatta, som storleksmässigt är som en Leopard 2-stridsvagn och som är täckt av ett flak med legobitar lagda i ett kamouflageliknande mönster. Det inbegriper ett antal ljudfiler i hörlurar.
Hon ställde ut på dOCUMENTA (13) i Kassel 2012 och – tillsammans med konstnärskollektivet "The Society Of Friends Of Halit" – på documenta 14 2017. Haghighian valdes ut att representera Tyskland i den tyska paviljongen på den 58:e Venedigbiennalen 2019.  För sitt projekt skapade hon identiteten Natascha Süder Happelmann. Vid den presskonferens, där hennes medverkan annonserades, bar figuren Natscha Süder Happelmann en stor papier-machémodell av en sten över huvudet och höll sig tyst under hela evenemanget.  En skådespelare läste ett anförande och svarade på frågor å  Happelmanns vägnar. Om Natascha Haghighian var eller inte var närvarande vid pressekonferensen är osäkert.